# Mauro Cerioni
Pour les articles homonymes, voir Cerioni.
Mauro Cerioni, né le 3 août 1948 à Castelvetro Piacentino en Italie, est un ancien joueur italien de basket-ball. Il évolue durant sa carrière au poste d'ailier.

## Palmarès
- Coupe des coupes 1971, 1972
- Champion d'Italie 1972
- Coupe d'Italie 1972